# Satsuki Eda
Satsuki Eda (nihongo: 江田 五月, Eda Satsuki; 22 de mayo de 1941-Okayama, 28 de julio de 2021) fue un político japonés, miembro del Partido Democrático de Japón y presidente de la Cámara de Consejeros, siendo el primer parlamentario de la oposición, desde más de medio siglo, en ocupar este cargo.

## Biografía
Nació en Okayama, Japón. Estudió Derecho en la Universidad de Tokio y posteriormente realizó un diplomado en la misma disciplina en la Universidad de Oxford. Desde 1985 hasta 1994 fue presidente de la Federación Democrática Socialista de su país. Fue presidente de la Cámara de Consejeros,  Ministro de Justicia, de Medio Ambiente y de Ciencia y Tecnología.

## Ministro
El 29 de julio de 2011 fue elegido presidente de la Cámara de Consejeros, primero de la oposición en ocupar este puesto desde hace más de medio siglo. Las elecciones estaban a su favor ya que la Cámara Alta japonesa estaba ocupada en su mayoría por afiliados desde las elecciones de 29 de julio cuando el Partido Liberal Democráta (PLD) perdió el control del Senado por primera vez.
Entre sus acciones como ministro, destacaron el proyecto de ley establecer un límite de dos años a la suspensión de la patria potestad de los padres que han abusado de sus hijos con el fin de cuidar a niños que se encuentren en situaciones vulnerables; así como su lucha por la abolición de la pena de muerte en Japón, tema que aún sigue en debate.